# Ludwig Richard Conradi
Ludwig Richard Conradi (ur. 20 marca 1856 w Karlsruhe w Niemczech, zm. 16 września 1939 w Hamburgu) – niemiecki duchowny adwentystyczny, publicysta i organizator europejskich wydawnictw adwentystycznych, organizator adwentystycznej misji w krajach Azji i Afryki.

## Okres edukacji
Conradi, z powodu osamotnienia i biedy w jakiej znalazła się matka po jego urodzeniu, był wychowywany przez przybranego ojca, nie mając kontaktów ze swoją rodziną. Ponieważ przejawiał pewne uzdolnienia, dlatego wychowujący go ojciec zadecydował, że chłopiec zostanie księdzem. Na prośbę ojca miejscowy duchowny udzielał mu lekcji z języków: łacińskiego, greckiego i francuskiego oraz z historii i geografii. Conradi był zdolnym i pilnym uczniem. Pragnął zostać misjonarzem w pogańskich krajach. Niestety edukacja jego została nagle przerwana z powodu śmierci przybranego ojca i matka zadecydowała, że będzie się uczył zawodu. W okresie tym pracował po kilkanaście godzin na dobę, często i w nocy. Zaznał głodu, poniewierki i przemocy.
Wczesne lata życia odbiły się na charakterze dorastającego chłopca, który w wieku dojrzałym był niezwykle pracowitym, konsekwentnym w działaniu, zaradnym ale również upartym i autorytarnym. Finalizując swoją edukację w Stanach Zjednoczonych, Conradi w półtora roku zakończył czteroletnie studia. Był uczniem m.in. Uriaha Smitha. Przejął od niego zamiłowanie do zagadnień profetycznych. Jako jedyny z 25 osobowej grupy studentów z jego roku zaliczył język grecki na ocenę bardzo dobrą. Doskonale opanował język hebrajski. W tym samym czasie wykonywał pracę wydawniczą jako drukarz i tłumacz. Wydał szereg ulotek w języku niemieckim a także pierwsze niemieckie adwentystyczne czasopismo „Stimme der Wahrheit” (Głos Prawdy). Był niezwykle zorganizowaną osobą żyjącą skromnie i raczej samotnie.

## „Najskuteczniejszy krzewiciel adwentyzmu”
Pomijając grupę założycieli Kościoła Adwentystów Dnia Siódmego (tzw. pionierów), Conradiego uznaje się za najskuteczniejszego krzewiciela adwentyzmu. Jako młody 26 letni pastor założył pierwszy niemieckojęzyczny zbór Kościoła Adwentystów Dnia Siódmego w Ameryce Północnej. W ciągu czterech pierwszych lat pracy pozyskał dla adwentyzmu ponad 700 osób, głównie ze środowisk niemieckojęzycznych. Adwentyzm rozwijał się tam z wielkim powodzeniem. W 1922 roku na kontynencie amerykańskim istniało 139 niemieckojęzycznych zborów zrzeszających 5500 wyznawców.
W listopadzie 1885 roku Conradi został skierowany przez kierownictwo Kościoła Adwentystów Dnia Siódmego do pracy misyjnej na obszarze Europy. Był on z kolei trzecim – po Michale Belinie-Czechowskim i Johnie N. Andrews’ie – głosicielem adwentyzmu w Europie. Zastał społeczność adwentystyczną rozproszoną, niezorganizowaną, zniechęconą do upowszechniania swych religijnych poglądów z powodu przeświadczenia o zamkniętości europejskich społeczeństw na idee adwentyzmu. Pierwsze trzy lata pobytu w Europie spędził Conradi w Bazylei. W tym okresie liczebność adwentystów w tym mieście zwiększyła się o 500 osób; w 1888 r. na terenie Europy Środkowej istniało 25 zborów adwentystycznych zrzeszających 716 wyznawców. W 1926 roku na obszarze dawnej Rosji istniało 12 tys. adwentystów. Po przeszło 50 latach działalności Conradiego w samej Europie było ponad 80 tys. adwentystów dnia siódmego i dobrze rozwijające się misje w północno-wschodniej Afryce i na Bliskim Wschodzie.

## Publicysta i organizator szkolnictwa oraz wydawnictw adwentystycznych
Conradi doceniał wartość drukowanego słowa w upowszechnianiu nowych idei. Chociaż był świetnym mówcą to doskonale się orientował, że publikacje wywierają zwielokrotniony wpływ na otoczenie. Osobiście więc angażował się w pomnażanie poczytnych książek prowadząc badania naukowe szczególnie w zakresie historii święcenia soboty i eschatologii. Napisał 26 pozycji książkowych oraz obszernych broszur jak też bardzo wiele ulotek i artykułów.
W latach od 1887 do 1930 r. był redaktorem czasopisma „Herold der Wahrheit”, które osiągnęło nakład 110 tys. egzemplarzy. W roku 1895 wprowadził do kolportażu nowe czasopismo pod tytułem „Zions Wächter” (Stróż Syjonu).
W 1889 r. Conradi przeniósł centrum europejskiego adwentyzmu z Bazylei do Hamburga. Lokalizacja ta sprzyjała zwiększeniu ekspansji prowadzonej przez niego misji. W wynajętym obiekcie powstało Międzynarodowe Towarzystwo Traktatowe oraz szkoła kształcąca misjonarzy i kolporterów prężnie działającego wydawnictwa. W szkole prowadzono też zajęcia z retoryki i rachunkowości. Żona Conradiego uczyła w niej języka angielskiego i sztuki zdrowego gotowania. W 1899 r. powołał Conradi Seminarium Misyjne we Friedensau koło Magdeburga, które kształciło duchownych i misjonarzy dynamicznie rozwijającego się Kościoła.
Wykorzystując lokalizację Hamburga jako portowego miasta Conradi zakupił statek przeznaczony na potrzeby misji oraz łódź motorową, której nadano imię „Herald”, służącą do zaopatrywania w literaturę religijną statki zawijające do hamburskiego portu.

## Organizator adwentystycznej misji w krajach Azji i Afryki
W 1901 roku powstała – obok amerykańskiej – Europejska Generalna Konferencja, której przewodniczącym został wybrany Ludwig R. Conradi. W 1903 roku Conradi został wiceprzewodniczącym Generalnej Konferencji – najwyższego organu administracyjnego Kościoła Adwentystów Dnia Siódmego. W okresie reprezentowania ogólnoświatowego Kościoła Ludwig R. Conradi poświęcał cały swój czas na rozwój Kościoła Adwentystów Dnia Siódmego, rozprzestrzeniając adwentyzm w Ameryce Południowej, Persji, Turcji, Afryce Północnej, Środkowej, Wschodniej i Zachodniej. Podejmował ryzykowne ale niezwykle owocne podróże organizujące misję adwentystyczną w krajach pozachrześcijańskich.
W 1907 roku rozwiązano Europejską Generalną Konferencję a europejscy adwentyści przestali być niezależni od amerykańskiego wyznaniowego kierownictwa. Conradi zachował kierowniczą pozycję w ogólnoświatowym Kościele a jego kandydatura na przewodniczącego ogólnoświatowego Kościoła adwentystycznego była bardzo realna.

## Adwentyzm niemiecki w okresie I wojny światowej
W czasie I wojny światowej europejscy przywódcy adwentystyczni musieli po raz pierwszy ustosunkować się do problemu służby wojskowej w warunkach wojny. 2 sierpnia 1914 roku najpierw G. Dail, sekretarz Oddziału Europejskiego, oraz dwa dni później H.F. Schuberth, przewodniczący Zjednoczenia Wschodnioniemieckiego zadeklarowali pisemnie udział w działaniach wojennych. Jednak z powodu odmowy służby wojskowej niektórzy młodzi adwentyści zostali rozstrzelani. Liczba osób, które straciły życie z tego powodu nie jest znana. W atmosferze odpowiedzialności za młodych wyznawców Conradi podjął decyzję uczestnictwa adwentystów w działaniach wojennych. Spowodowało to odłączenie się od głównego nurtu adwentystów przeciwników służby wojskowej, którzy utworzyli Kościół Adwentystów Dnia Siódmego Ruch Reformacyjny.
W 1915 roku władze ogólnoświatowego Kościoła potępiły decyzję Conradiego, ogłaszając, że „Kościół jest negatywnie nastawiony do wszelkiej przemocy”, dopuszczając uczestnictwo adwentystów w działaniach wojennych głównie w służbach medycznych. Potwierdzające stanowiska podejmowano jeszcze w roku 1920 i 1922, oceniono, że Conradi zawiódł jako kościelny przywódca. Został przeniesiony ze stanowiska wiceprzewodniczącego ogólnoświatowego kościoła na funkcję doradcy Generalnej Konferencji, którą pełnił w latach 1923–1928. W okresie tym narastało jego poczucie pokrzywdzenia i odrębności zrozumienia niektórych zagadnień dogmatycznych. W 1928 roku umarła jego żona – Elizabeth Conradi. Na przełomie 1928 i 1929 roku Conradi wystąpił z Kościoła Adwentystów Dnia Siódmego i przyłączył się do Kościoła Baptystów Dnia Siódmego. Według jego wypowiedzi odejście od adwentystycznej społeczności było najcięższym doświadczeniem jego życia. Zmarł w Hamburgu, ciało znaleziono w jego mieszkaniu 16 września 1939 roku.